# Albertine Rift
Albertine Rift er den vestlige gren af den østafrikanske Rift, der dækker dele af Uganda, Den Demokratiske Republik Congo (DRC), Rwanda, Burundi og Tanzania. Den strækker sig fra den nordlige ende af Albertsøen til den sydlige ende af Tanganyikasøen. Det geografiske navn omfatter dalen og de omkringliggende bjerge.

## Geologi
Albertine Rift og bjergene omkring er resultatet af tektoniske bevægelser, der gradvist trækker den somaliske plade væk fra resten af det afrikanske kontinent. Bjergene, der omgiver revnen, består af  af hævet prækambrisk grundfjeld, der delvist er overlejret af nyere vulkanske klippeaflejringer.

## Søer og floder
Den nordlige del af kløften krydses af to store bjergkæder, Rwenzoribjergene mellem Lake Albert og Rutanzigesøen (tidligere Edwardsøen) og Virungabjergene mellem Rutanzigesøen og Kivusøen. Virungabjergene danner en barriere mellem Nilbassinet mod nord og øst og Congobassinet mod vest og syd. Rutenzigesøen fødes af adskillige store floder; En af dem er  Rutshurufloden der løber  mod nord gennem Semlikifloden ind i Lake Albert. Victoria Nilen løber fra Victoriasøen ind i den nordlige ende af Lake Albert og udgår som Den Hvide Nil fra et punkt lidt mod vest, der der løber nordpå til Middelhavet.
Syd for Virungu løber vandet fra  Kivu-søen mod syd til Tanganyikasøen gennem Ruzizifloden. Tanganyikasøen løber derefter ud i Congo-floden via Lukugafloden. Det er sandsynligt, at det nuværende hydrologiske system blev etableret for ganske nylig, da Virunga-vulkanerne brød ud og blokerede den nordlige strøm af vand fra Kivu-søen til Edward-søen, hvilket i stedet fik den til at finde udløb sydpå mod Tanganyika-søen. Før det havde Tanganyika-søen, eller separate sub-bassiner i det, der nu er søen, ikke haft andet udløb end fordampning. Lukuga er dannet for relativt nylig og giver en rute, hvorigennem vanddyr i Congo-bassinet kunne kolonisere Tanganyika-søen, som før da havde haft en særskilt fauna.

## Bjerge
Fra nord til syd omfatter bjergene Lendu-plateauet, Rwenzoribjergene, Virungabjergene og Itombwebjergene. Ruwenzoribjergene er blevet identificeret som Ptolemæus' "Månens bjerge". Bjergkæden dækker et område med en længde på 120 km og en bredde på 65 km. Denne række inkluderer Mount Stanley på 5.119 moh. Mount Speke på 4.890 moh. og Mount Baker på 4.843 moh. Virunga-massivet langs grænsen mellem Rwanda og DRC består af otte vulkaner. To af disse, Nyamuragira og Nyiragongo, er stadig meget aktive.

## Økologi
Albertine Rift-bjergskovene er vigtige økoregioner.  Overgangsskove, mellem lavlands- og bjergskov, findes i højder fra omkring 1.000 til 1.750 meters højde. Montane skove dækker skråningerne fra omkring 1.600 til 3.500 moh. Over 2.400 meter er der områder med bambus og småskove. Lyng og græsser dominerer over 3.500 moh. Økologien er truet af skovrydning, da en voksende befolkning søger ny landbrugsjord. Ulovlig træfældning er et andet problem, og håndværksmæssig guldudvinding forårsager nogle lokale skader.